# Capel Garmon
Koordinaten: 53° 4′ 22,6″ N, 3° 45′ 56,5″ W
Die Megalithanlage von Capel Garmon liegt im Ackerland von Bro Garmon, südöstlich von Betws-y-Coed in Merionethshire in Wales. Es ist eine hügelige Landschaft in der Felsaufschlüsse zutage treten und Sumpfgebiete liegen.
Die einen Kilometer vom  Fluss (walisisch Afon) Conwy entfernte Anlage wurde wiederhergestellt. Die Form des abgetragenen Cairns ist auf dem Boden markiert. Er zeigt gewisse Parallelen mit der in Südwales verbreiteten Cotswold-Severn Tradition. Besonders die T-förmige, mit lateralem Zugang im Hügel liegende Kammer ist in etwa baugleich mit einer Kammer in der Anlage von Ty Isaf, aber die dort vorhandene Scheintür fehlt. Der Gang und die ovalen Mittel- und Seitenkammern sind weitgehend erhalten. 
Der heutige Zugang führt in die Westkammer. Er stammt aus dem 19. Jahrhundert, als die Anlage als Stall verwendet wurde. Der Originaleingang liegt auf der Südseite. Nur ein großer Deckstein von 4,3 m Länge blieb über der westlichen Kammer erhalten. Die Anlage war bereits beraubt als sie im Jahr 1925 ausgegraben wurde. Gefunden wurden nur ein Flintabschlag und zerscherbte Tonware. Eine kleine Nachgrabung lieferte Hinweise auf Aktivitäten vor der Errichtung des Cairns. Zu diesen Funden gehört ein Schädelfragment.
Capel Garmon ist ein Scheduled Monument.